# Kalhaṇa
Kalhaṇa (कल्हण; XII secolo – XII secolo) è stato un poeta indiano.

## Biografia
Kalhana nacque a Parihaspore, una piccola città a ventidue chilometri da Srinagar nel Jammu e Kashmir, agli inizi del XII secolo, figlio di Champaka, un ministro del re Harsha che governò il Kashmir a cavallo del XII secolo.
Kalhana ricevette un'istruzione culturale e religiosa nella tradizione induista śivaita e brahamanica, inoltre lui stesso approfondì le sue conoscenze del Buddhismo e del Giainismo.
Il suo spirito critico emerse soprattutto nella storicità dei suoi scritti, nei quali si distinse per una maggiore storiografia nei confronti degli scrittori contemporanei, evidenziata dal non mescolamento di leggende e miti con eventi reali, dalla grande attenzione alla cronologia, dall'imparzialità del narratore, dall'individualità dei personaggi e dei loro tratti personali, dalla storicità della narrazione.
La sua opera più famosa è Rajatarangini (La fiumana dei re, 1149), definita anche la "storia del Kashmir", nella quale l'autore descrive la storia dei re e delle regine del Kashmir, dal 1180 a.C. fino al XII secolo, con ampi riferimenti geografici e etnologi impreziositi di leggende poetiche. 
Da sottolineare le descrizioni di strade e vie di comunicazione, oltreché delle zone di frontiera del Kashmir. Tra gli elementi che  caratterizzano il Kashmir descritto da Kalhana vi è sicuramente la tolleranza presente nella regione, dove venivano eretti templi di Visnù accanto a stupa buddhisti, oltreché la generosità attestata dalla pratica della carità.
Nella sua opera, scritta in sanscrito, descrive i vari ambiti della vita quotidiana, da quelli religiosi a quelli giuridici, da quelli amministrativi a quelli di costume, da quelli artistici a quelli architettonici.
Importante si rivelò la sua ricerca di fonti storiche e di cronaca, nella quale utilizzò sia fonti letterarie come la Harṣacarita, sia fonti epigrafiche; inoltre studiò monete, monumenti, genealogie, iscrizioni, tradizioni locali.
Descrisse con molta accuratezza il ruolo delle donne, sia quelle regnanti sia quelle influenti sui governanti.